# Фінал кубка Англії з футболу 1910
Фінал кубка Англії з футболу 1910 — 39-й фінал найстарішого футбольного кубка у світі. Учасниками фіналу були «Барнслі» і «Ньюкасл Юнайтед». Володарем кубкового трофею став «Ньюкасл Юнайтед».
Фінальна гра, яка була проведена 23 квітня 1910 року, завершилася з нічийним рахунком 1:1.
Відповідно до регламенту змагання 28 квітня 1910 року було проведене перегравання, в якому сильнішою виявилася команда із Ньюкасл-апон-Тайн, яка здобула перемогу 2:0.

## Шлях до фіналу
| «Барнслі»              | «Барнслі» | «Барнслі»                                                         | Раунд           | «Ньюкасл Юнайтед» | «Ньюкасл Юнайтед» | «Ньюкасл Юнайтед»                       |
| ---------------------- | --------- | ----------------------------------------------------------------- | --------------- | ----------------- | ----------------- | --------------------------------------- |
| Суперник               | Результат | Матчі                                                             |                 | Суперник          | Результат         | Матчі                                   |
| «Блекпул»              | 7—1       | 1—1 на виїзді, 6—0 вдома (перегравання)                           | Перший раунд    | «Сток»            | 3—2               | 1—1 на виїзді, 2—1 вдома (перегравання) |
| «Бристоль Роверз»      | 4—0       | 4—0 вдома                                                         | Другий раунд    | «Фулгем»          | 4—0               | 4—0 вдома                               |
| «Вест-Бромвіч Альбіон» | 1—0       | 1—0 вдома                                                         | Третій раунд    | «Блекберн Роверз» | 3—1               | 3—1 вдома                               |
| «Квінз Парк Рейнджерс» | 1—0       | 1—0 вдома                                                         | Четвертий раунд | «Лестер Фосс»     | 3—0               | 3—0 вдома                               |
| «Евертон»              | 3—0       | 0—0 на нейтральному полі, 3—0 на нейтральному полі (перегравання) | 1/2 фіналу      | «Свіндон Таун»    | 2—0               | 2—0 на нейтральному полі                |

## Матч
| 23 квітня 1910 |

| Барнслі     | 1:1      | Ньюкасл Юнайтед |
| ----------- | -------- | --------------- |
| Тафнелл 37' | Протокол | Радерфорд 83'   |

| Крістал Пелес, Лондон Глядачів: 77 747 Арбітр: Дж.Т.Ібботсон |

|  |  |

|                  |  |                  |  |
|                  |  |                  |  |
| В                |  | Фредерік Мірнс   |  |
| З                |  | Дікі Даунс       |  |
| З                |  | Гаррі Несс       |  |
| ПЗ               |  | Боб Гленденнінг  |  |
| ПЗ               |  | Томмі Бойл (к)   |  |
| ПЗ               |  | Джордж Атлі      |  |
| Н                |  | Вілфред Бартроп  |  |
| Н                |  | Гаррі Тафнелл    |  |
| Н                |  | Джордж Ліллікроп |  |
| Н                |  | Ерні Гедсбі      |  |
| Н                |  | Том Форман       |  |
| Головний тренер: |  |                  |  |
| Артур Фейрклау   |  |                  |  |

|                  |  |                  |  |
|                  |  |                  |  |
| В                |  | Джиммі Лоуренс   |  |
| З                |  | Білл Маккрейкен  |  |
| З                |  | Тоні Вайтсон     |  |
| ПЗ               |  | Колін Вейтч (к)  |  |
| ПЗ               |  | Вілф Лоу         |  |
| ПЗ               |  | Пітер Маквілліам |  |
| Н                |  | Джок Ратерфорд   |  |
| Н                |  | Джеймс Гоуві     |  |
| Н                |  | Альберт Шеперд   |  |
| Н                |  | Сенді Хіггінс    |  |
| Н                |  | Джордж Вілсон    |  |
| Головний тренер: |  |                  |  |
| Френк Ватт       |  |                  |  |

## Перегравання
| 28 квітня 1910 |

| Барнслі | 0:2      | Ньюкасл Юнайтед        |
| ------- | -------- | ---------------------- |
|         | Протокол | Шеперд 52', 62' (пен.) |

| Гудісон Парк, Ліверпуль Глядачів: 60 000 Арбітр: Дж.Т.Ібботсон |

|  |  |

|                  |  |                  |  |
|                  |  |                  |  |
| В                |  | Фредерік Мірнс   |  |
| З                |  | Дікі Даунс       |  |
| З                |  | Гаррі Несс       |  |
| ПЗ               |  | Боб Гленденнінг  |  |
| ПЗ               |  | Томмі Бойл (к)   |  |
| ПЗ               |  | Джордж Атлі      |  |
| Н                |  | Вілфред Бартроп  |  |
| Н                |  | Гаррі Тафнелл    |  |
| Н                |  | Джордж Ліллікроп |  |
| Н                |  | Ерні Гедсбі      |  |
| Н                |  | Том Форман       |  |
| Головний тренер: |  |                  |  |
| Артур Фейрклау   |  |                  |  |

|                  |  |                  |  |
|                  |  |                  |  |
| В                |  | Джиммі Лоуренс   |  |
| З                |  | Білл Маккрейкен  |  |
| З                |  | Джек Карр        |  |
| ПЗ               |  | Колін Вейтч (к)  |  |
| ПЗ               |  | Вілф Лоу         |  |
| ПЗ               |  | Пітер Маквілліам |  |
| Н                |  | Джок Ратерфорд   |  |
| Н                |  | Джеймс Гоуві     |  |
| Н                |  | Альберт Шеперд   |  |
| Н                |  | Сенді Хіггінс    |  |
| Н                |  | Джордж Вілсон    |  |
| Головний тренер: |  |                  |  |
| Френк Ватт       |  |                  |  |